# Horné Zelenice
Horné Zelenice est un village de Slovaquie situé dans la région de Trnava.

## Histoire
Première mention écrite du village en 1244.

## Démographie

### Évolution de la population
| Année:               | 1994. | 2004.   | 2014.   | 2024.   |
| -------------------- | ----- | ------- | ------- | ------- |
| Nombre de personnes: | 627   | 655     | 706     | 713     |
| Différence:          |       | +4,46 % | +7,78 % | +0,99 % |

| Année:               | 2023. | 2024.   |
| -------------------- | ----- | ------- |
| Nombre de personnes: | 696   | 713     |
| Différence:          |       | +2,44 % |